# Mária Vermes

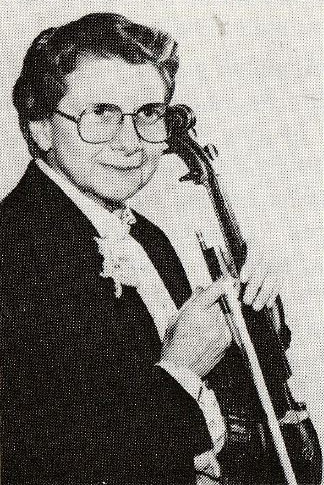
Mária Vermes (1990)

Mária Vermes (* 23. November 1923 in Budapest; † 10. Januar 2018 ebenda) war eine ungarische Violinistin und Hochschullehrerin. Von 1957 bis 1971 war sie Konzertmeisterin des Händelfestspielorchesters Halle.

## Leben
Mária Vermes wurde 1923 in der ungarischen Hauptstadt geboren. Von 1938 bis 1947 studierte sie Violine bei Ferenc Gábriel an der Franz-Liszt-Musikakademie in Budapest. Nach dem ungarischen Staatsexamen trat sie als Solistin und Kammermusikerin in Erscheinung, etwa als Mitglied im ungarischen Harfentrio (Magyar Hárfás Trió). Vermes trat auch im Rundfunk und Fernsehen auf. Konzertreisen führten sie durch den Ostblock (DDR, Polen, Tschechoslowakei) und nach Jugoslawien, aber auch nach Westeuropa (Belgien, Niederlande, Österreich, BRD). Außerdem lehrte sie von 1950 bis 1957 am Konservatorium in Székesfehérvár.
In Folge eines Kulturabkommens wurde sie 1957 unter Generalmusikdirektor Horst-Tanu Margraf erste Konzertmeisterin des Händelfestspielorchesters Halle am Landestheater Sachsen-Anhalt. Als solche war sie auch an den Händel-Festspielen beteiligt, wo gerade die Händel-Renaissance zügig voranging. Ferner leitete sie die Deutsch-Ungarische Kammermusikvereinigung und unterhielt Kontakte zum Sorbischen Kulturverein Bautzen. 1960 wurde sie Lehrbeauftragte an der Philosophischen Fakultät der Martin-Luther-Universität Halle-Wittenberg.
Der Hallenser Komponist Gerhard Wohlgemuth widmete ihr sein Violinkonzert. Das Stück erfuhr 1963 eine erste und im selben Jahr nach einer Überarbeitung eine zweite Uraufführung. Mit der Zeit allerdings verlor sie „das Interesse“ an dem Werk, wodurch es – auch mangels weiterer Interpreten – in Vergessenheit geriet, wie Gilbert Stöck ausführte. Außerdem brachte Vermes 1967 das Concerto op. 77 von Dieter Nowka zur Uraufführung.
Aufgrund von Reisebeschränkungen ging sie 1971 zurück nach Ungarn, wo sie ab 1972 an der Franz-Liszt-Musikakademie lehrte. Außerdem wurde sie Gastprofessorin an der Sibelius-Akademie in Helsinki. Zu ihren Schülern gehörte u. a. Sonja Korkeala. In der Editio Musica Budapest gab sie mehrere Werke heraus. Nach einem Unfall verstarb sie 2018 in ihrer Heimatstadt.

## Auszeichnung
Im Jahr 1959 wurde sie zur Kammermusikerin ernannt. 1962 wurde sie mit dem Händelpreis des Bezirkes Halle ausgezeichnet, 1964 erhielt sie den Kunstpreis der Stadt Halle.